# Elecciones municipales de Santiago de 2024
Las elecciones municipales de Santiago de 2024 se llevaron a cabo el 26 y 27 de octubre de 2024 para elegir a los ciudadanos que ejercerán los cargos de alcalde/sa y concejales de la comuna de Santiago. La elección se celebró simultáneamente con elecciones regionales y municipales en todo Chile.

## Sistema electoral
La Municipalidad de Santiago es el órgano administrativo y de gobierno de la comuna de Santiago. Está compuesta por el/la alcalde/sa y el Concejo Municipal. 
La votación se realiza con base en el sufragio universal, que comprende a todos los ciudadanos nacionales y no nacionales (con residencia mayor de cinco años) mayores de dieciocho años, empadronados y residentes en la comuna de Santiago y en pleno goce de sus derechos políticos.
El Concejo Municipal de Santiago está compuesto por 10 concejales elegidos por sufragio directo para un período de cuatro (4) años mediante un sistema de representación proporcional. Se asigna a cada lista los escaños según el método d'Hondt.

## Composición del Concejo Municipal de Santiago
La siguiente tabla muestra la composición del Concejo Municipal de Santiago electo en los anteriores comicios.
| Pactos y coaliciones | Pactos y coaliciones          | Partidos | Partidos | Esc. | Total |
| -------------------- | ----------------------------- | -------- | -------- | ---- | ----- |
|                      | Chile Digno, Verde y Soberano |          | PCCh     | 3    | 3     |
|                      | Chile Vamos                   |          | RN       | 2    | 2     |
|                      | Frente Amplio                 |          | RD       | 1    | 2     |
|                      | Frente Amplio                 | COM      | 1        |      | 2     |
|                      | Ecologistas e Independientes  |          | IND      | 1    | 1     |
|                      | Dignidad Ahora                |          | IND      | 1    | 1     |
|                      | Unidad por el Apruebo         |          | PS       | 1    | 1     |

## Partidos y candidatos
A continuación se muestra una lista de los partidos y pactos electorales que participarán en la elección:
| Candidatura | Candidatura | Partidos y coaliciones | Candidatos | Candidatos       | Ideología               | Resultado previo | Resultado previo | Ref.  |
| Candidatura | Candidatura | Partidos y coaliciones | Candidatos | Candidatos       | Ideología               | Votos (%)        | Con.             | Ref.  |
| ----------- | ----------- | --- | ---------- | ---------------- | ----------------------- | ---------------- | ---------------- | ----- |
|             | CCHM        | Lista - Contigo Chile Mejor (CCHM) – Frente Amplio (FA) – Partido Comunista de Chile (PCCh) – Partido Socialista de Chile (PS) – Partido Demócrata Cristiano (PDC) – Partido por la Democracia (PPD) – Partido Radical de Chile (PR) – Federación Regionalista Verde Social (FREVS) – Partido Liberal de Chile (PL) – Acción Humanista (AH) |            | Irací Hassler    | Progresismo             | 50.40%           | 6                | [ 2 ] |
|             | ChV         | Lista - Chile Vamos (ChV) – Renovación Nacional (RN) – Unión Demócrata Independiente (UDI) – Evolución Política (Evópoli) |            | Mario Desbordes  | Conservadurismo liberal | 35.31%           | 2                | [ 2 ] |
|             | IEP         | Lista - Izquierda Ecologista Popular (IEP) – Partido Igualdad (PI) – Partido Humanista de Chile (PH) – Partido Popular (Popular) |            | Gaspar Ortíz     | Populismo de izquierda  | 4.02%            | 1                | [ 2 ] |
|             | PDG         | Lista - Partido de la Gente e Independientes – Partido de la Gente (PDG) |            | Karen Osorio     | Populismo de derecha    | Nuevo            | Nuevo            | [ 2 ] |
|             | PAVP        | Lista - Ecologistas, Animalistas e Independientes – Partido Alianza Verde Popular (PAVP) |            | Rosario Carvajal | Ecologismo              | Nuevo            | Nuevo            | [ 2 ] |

## Sondeos de opinión
Las siguientes tablas enumeran las estimaciones de la intención de voto en orden cronológico inverso, mostrando las más recientes primero y utilizando las fechas en las que se realizó el trabajo de campo de la encuesta. Cuando se desconocen las fechas del trabajo de campo, se proporciona la fecha de publicación.

### Intención de voto
La siguiente tabla enumera las estimaciones ponderadas (sin incluir votos en blanco y nulos) de la intención de voto.
| Encuestadora/Medio  | Fecha          | Muestra | Irací Hassler | Mario Desbordes | Gaspar Ortíz | Karen Osorio | Rosario Carvajal | Dif. |     |     |     |     |
| ------------------- | -------------- | ------- | ------------- | --------------- | ------------ | ------------ | ---------------- | ---- | --- | --- | --- | --- |
| Encuestadora/Medio  | Fecha          | Muestra | Signos        | 1–10 oct 2024   | 488          | 39.1         | 41.0             | Dif. | 4.5 | 5.6 | 9.7 | 1.9 |
| Panel Ciudadano/UDD | 24–26 sep 2024 | 465     | 41.6          | 41.6            | 2.6          | 5.2          | 9.1              | —    |     |     |     |     |
| Panel Ciudadano/UDD | 22–28 ago 2024 | 458     | 36.6          | 47.9            | 2.8          | 7.0          | 5.6              | 11.3 |     |     |     |     |

### Preferencias de voto
La siguiente tabla enumera las preferencias de voto en bruto (incluyendo blancos, viciados y sin respuesta) y no ponderadas.
| Encuestadora/Medio  | Fecha          | Muestra | Irací Hassler | Mario Desbordes | Gaspar Ortíz | Karen Osorio | Rosario Carvajal | B/V | NS/NO | Dif. |     |     |     |      |   |     |
| ------------------- | -------------- | ------- | ------------- | --------------- | ------------ | ------------ | ---------------- | --- | ----- | ---- | --- | --- | --- | ---- | - | --- |
| Encuestadora/Medio  | Fecha          | Muestra | Signos        | 1–10 oct 2024   | 488          | 31.9         | 33.4             | B/V | NS/NO | Dif. | 3.7 | 4.6 | 7.9 | 18.5 | – | 1.5 |
| Panel Ciudadano/UDD | 24–26 sep 2024 | 465     | 32            | 32              | 2            | 4            | 7                | 23  | 23    | —    |     |     |     |      |   |     |
| Panel Ciudadano/UDD | 22–28 ago 2024 | 458     | 26            | 34              | 2            | 5            | 4                | 29  | 29    | 8    |     |     |     |      |   |     |
| Panel Ciudadano/UDD | 26–27 jul 2024 | 503     | 28            | 29              | –            | –            | –                | 30  | 30    | 1    |     |     |     |      |   |     |
| Panel Ciudadano/UDD | 8–9 jun 2024   | 503     | 29            | 30              | –            | –            | –                | 31  | 31    | 1    |     |     |     |      |   |     |
| Panel Ciudadano/UDD | 30–31 may 2024 | 512     | 25            | 28              | –            | –            | –                | 32  | 32    | 3    |     |     |     |      |   |     |
| Panel Ciudadano/UDD | 14–15 abr 2024 | 494     | 30            | 32              | –            | –            | –                | 26  | 26    | 2    |     |     |     |      |   |     |